# 第2ドイツテレビ

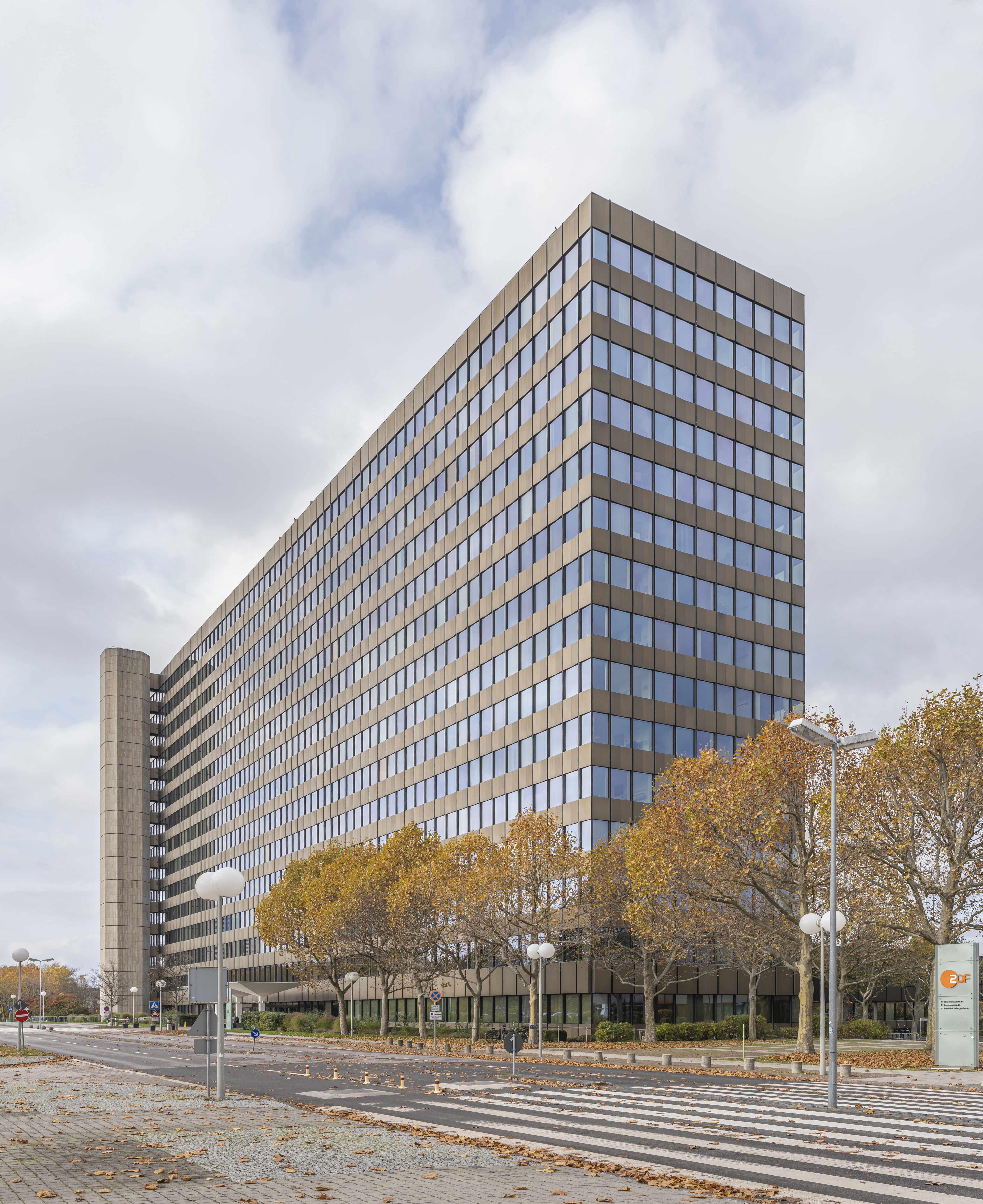
ZDF本部

第2ドイツテレビ（ドイツ語: Zweites Deutsches Fernsehen）は、ドイツのラインラント＝プファルツ州の州都マインツを本拠地としている公共放送局。略称はZDF（ツェット・デー・エフ）。

## 概要
ZDFは、系列局を複数抱えるARD（ドイツ公共放送連盟、第1ドイツテレビを運営）とは違い、全国を1社でカバーしている。ドイツ国内すべての連邦州による合同契約のもと、独立非営利の公社として運営されている。
アメリカなどのようなテレビネットワークと違い、ZDFはドイツの至る所にある大規模な送信ネットワークを用い、1つの信号を全国へ再送信している。この送信ネットワークはTシステム（ドイツテレコムの子会社）によって運営されている。
ドイツには公共放送が複数存在する。全国放送を行っているのはARDとZDFである。受信料は一括して徴収される。また広告放送も実施しているが、広告収入の占める割合は低く、ZDFでは総収入の8%ほどである。

## 歴史
ZDFは、西ドイツ・フランクフルト近郊の町エシュボルンで1963年4月1日に開局、1967年にカラー放送を開始した。その後、本拠地はヴィースバーデンを経て、1974年にマインツへ移転した。
日本のTBSと1995年に業務提携を締結しており、ZDF東京支局は東京都港区赤坂のTBS放送センター内にあったが、狭小のため2011年からドイツ文化会館に移った。また看板ニュース番組「heute」（「ホイテ」と読み、ドイツ語で「今日」の意味がある）がNHK BS1の番組「ワールドニュース」や「キャッチ!世界の視点」で放送されている。

## 支局等
ZDFはドイツ全土をカバーしているため、各州に支局(Landesstudio)を設けている。また海外にも、17の支局を置いている。

### ドイツ国内
- バーデン＝ヴュルテンベルク州（シュトゥットガルト)
- バイエルン州（ミュンヘン近郊のウンターフェーリンク（ドイツ語版））
- ベルリン（首都スタジオ(Hauptstadtstudio)と州スタジオがある）
- ブランデンブルク州（ポツダム）
- ブレーメン
- ハンブルク
- ヘッセン州（ヴィースバーデン）
- メクレンブルク＝フォアポンメルン州（シュヴェリーン）
- ニーダーザクセン州（ハノーファー）
- ノルトライン＝ヴェストファーレン州（デュッセルドルフ）
- ラインラント＝プファルツ州（本部と同じマインツ）
- ザールラント州（ザールブリュッケン）
- ザクセン州（ドレスデン）
- ザクセン＝アンハルト州（マクデブルク）
- シュレースヴィヒ＝ホルシュタイン州（キール）
- チューリンゲン州（エアフルト）

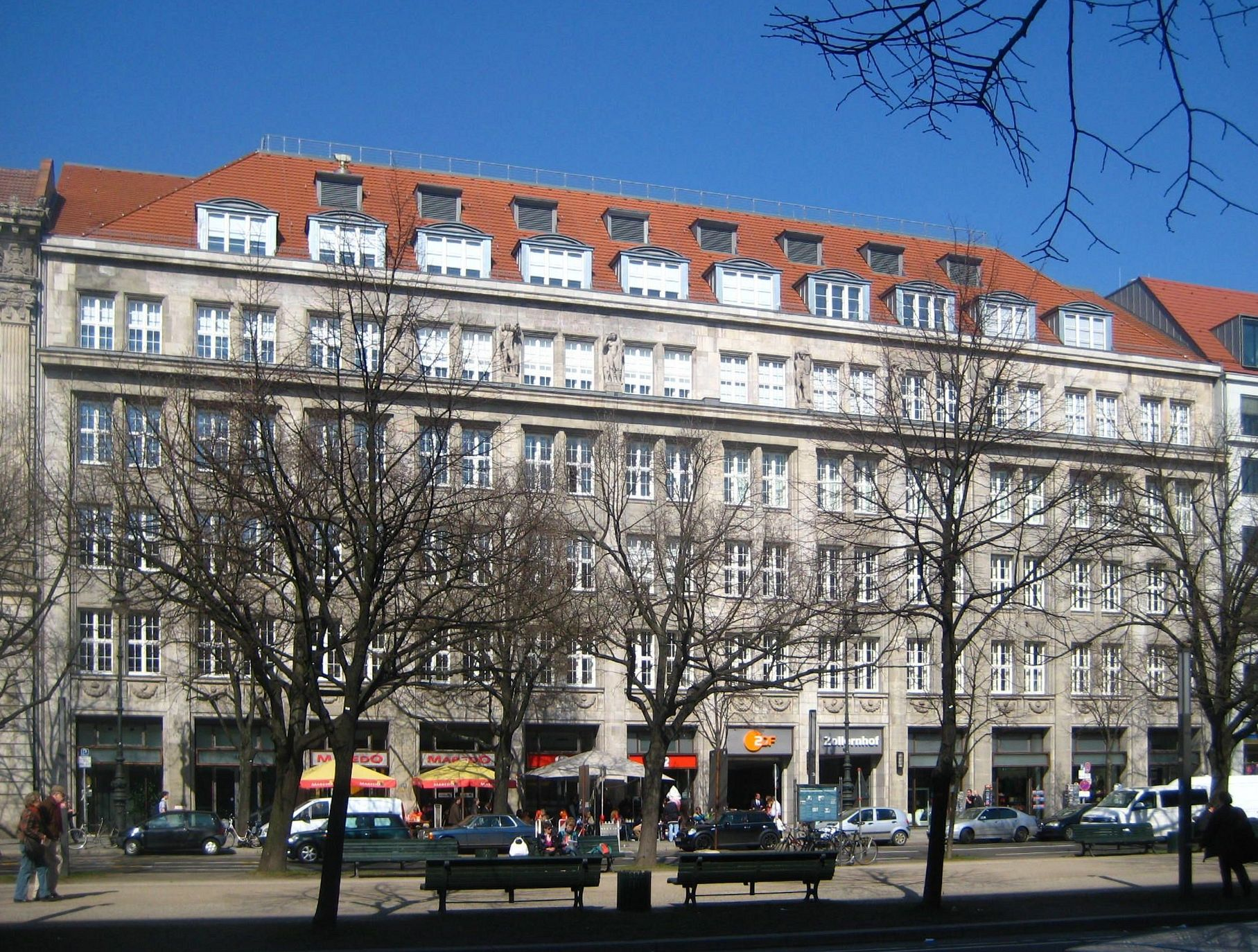
ベルリン首都支局
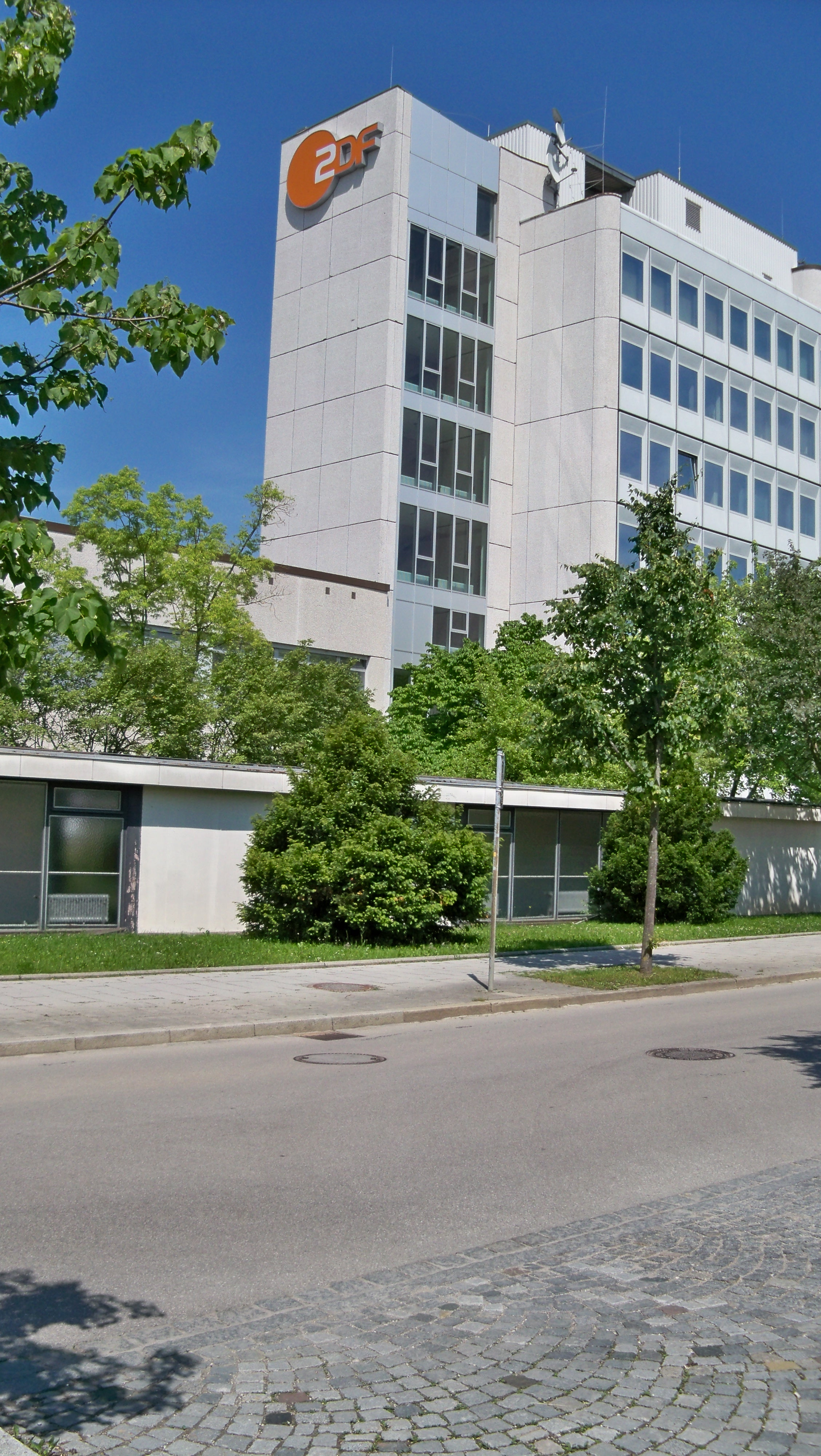
バイエルン州支局
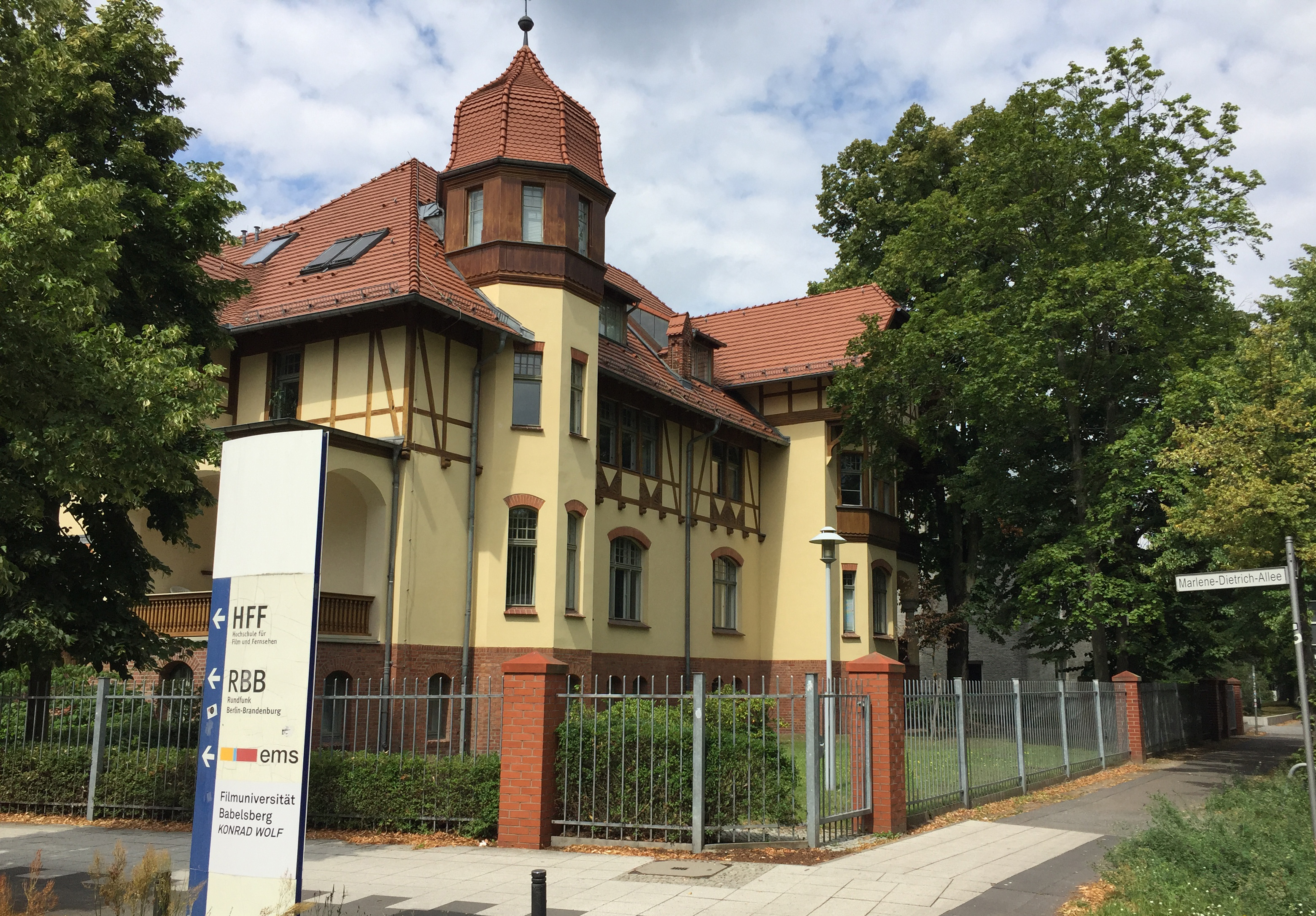
ブランデンブルク州支局
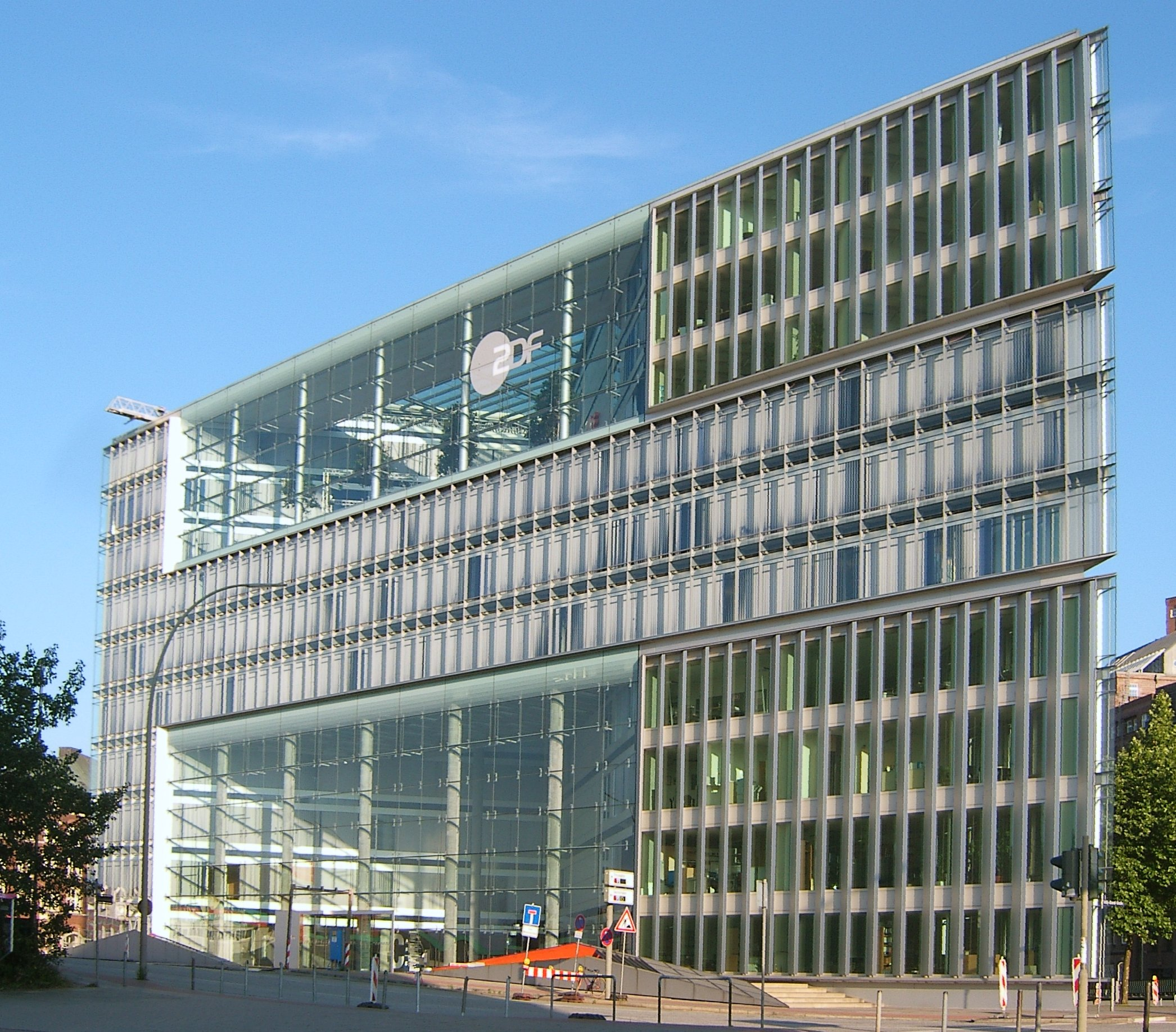
ハンブルク支局
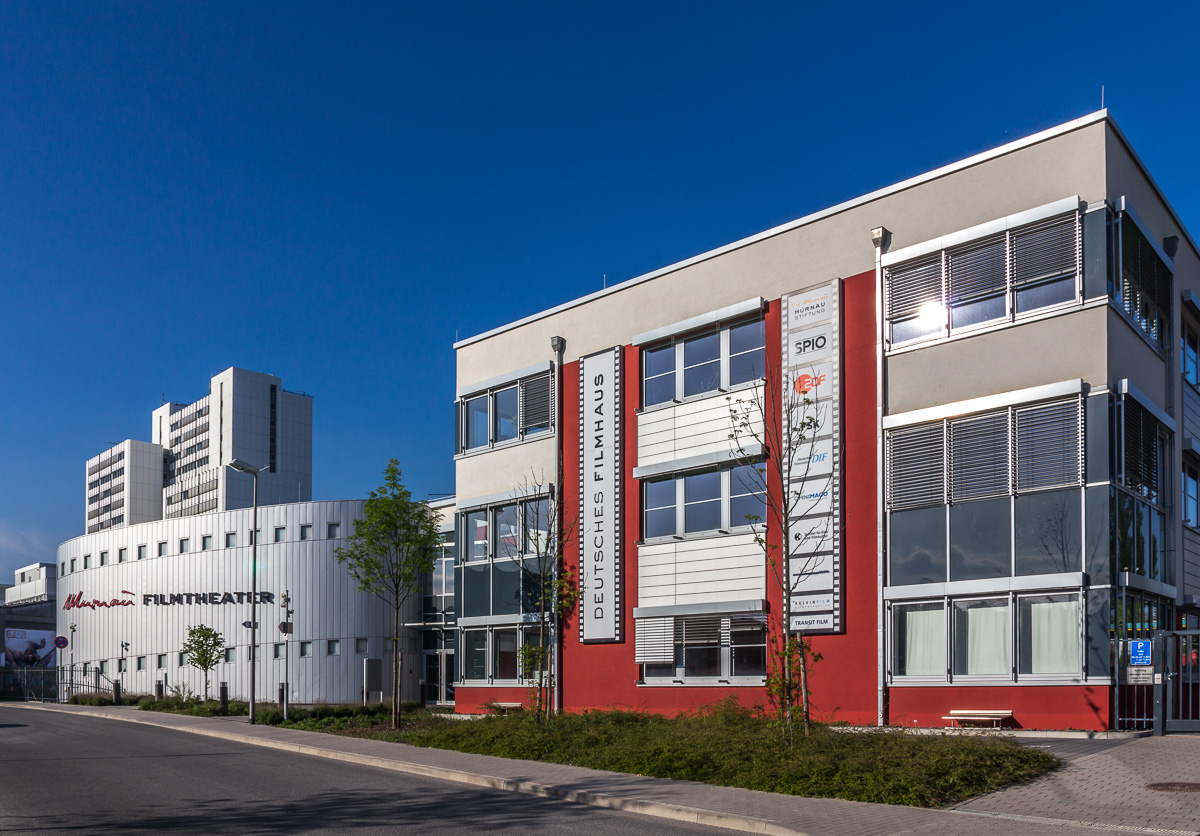
ヘッセン州支局
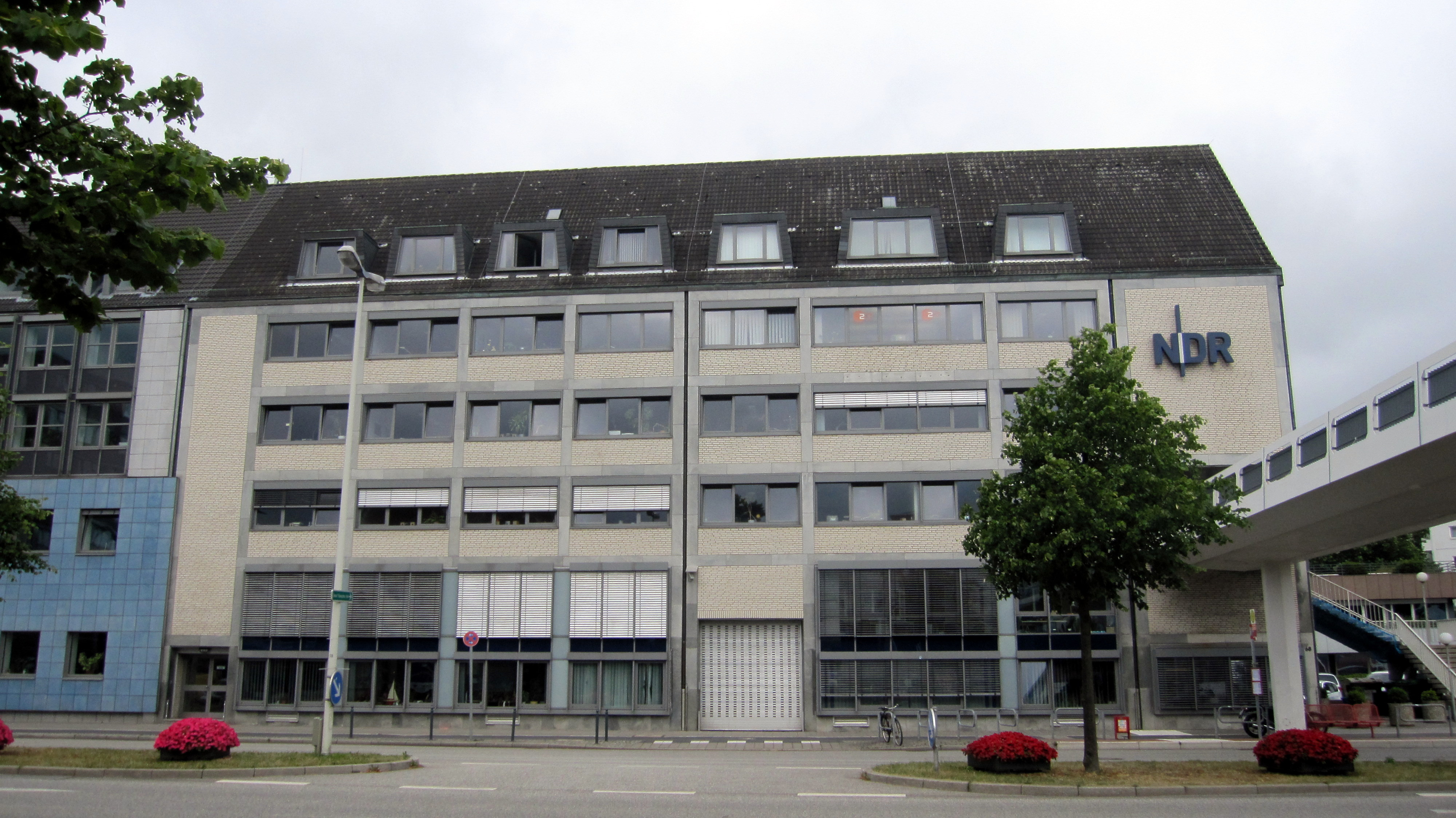

- シュレースヴィヒ=ホルシュタイン州支局(北ドイツ放送キール支局と同居）

### ドイツ国外
- ベルギー - ブリュッセル
- トルコ - イスタンブール
- 南アフリカ共和国 - ヨハネスブルク
- エジプト - カイロ
- イギリス - ロンドン
- ロシア - モスクワ
- ケニア - ナイロビ
- アメリカ合衆国 - ニューヨーク／ワシントンD.C.
- フランス - パリ
- 中華人民共和国・ 日本 - 北京・東京兼務（記者は北京駐在）
- ブラジル - リオデジャネイロ
- イタリア - ローマ
- シンガポール
- イスラエル - テルアビブ
- ポーランド - ワルシャワ
- オーストリア - ウィーン

## 番組
- heute（ニュース番組）
- ZDF-Hitparade（1969～2000、音楽番組）
- Lustige Musikanten（1971～2007、フォックスミュージックの音楽番組）
- ダンス・アカデミー（Dance Academy、豪ABC、スクリーンオーストラリア共同制作）
- H2O:ジャスト・アド・ウォーター（H2O: Just Add Water、豪ネットワーク・テン）
- エイリアン・サーフ・ガールズ（Lightning Point）
- ミア・アンド・ミー（Mia and me – Abenteuer in Centopia、ラッキーパンチ、マーチ・エンタテインメント、レインボー共同制作、ロザベル・ラウレンティ・セラーズ主演）
- Wetten, dass..?（ドイツ語版）[3]
- Bibi Blocksberg 他多数

## 関連チャンネル
- 3sat[4]
- Phoenix[5]
- アルテ[5]
- KiKA（ドイツ語版）（ARDと共同出資で設立された、青少年向け放送局）[5]

## 関連会社
- ZDFスタジオ